# 1558 Järnefelt
1558 Järnefelt è un asteroide della fascia principale del diametro medio di circa 65,09 km. Scoperto nel 1942, presenta un'orbita caratterizzata da un semiasse maggiore pari a 3,2248938 UA e da un'eccentricità di 0,0381391, inclinata di 10,47750° rispetto all'eclittica.
L'asteroide è dedicato all'astronomo finlandese Gustaf Juhana Järnefelt (1901-1989), direttore dell'Osservatorio dell'Università di Helsinki dal 1945 al 1969.